# PHP-GTK

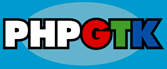
Logo van PHP-GTK

PHP-GTK is een uitbreiding op de scripttaal PHP. Het gebruikt de GTK+ front-end om widgets zoals keuzerondjes en knoppen te maken. De taal is gestart door Andrei Zmievski e.a. die vonden dat de krachtige functies van PHP moesten kunnen worden gebruikt in GUI-applicaties. Het idee van het combineren van GTK met een programmeertaal stamt van pyGTK, een soortgelijke samenvoeging maar dan met python.

## Kenmerken
PHP-GTK wordt gekenmerkt door het bouwen van de GUI door voor ieder element een functie aan te roepen. Een Helloworld voorbeeld:
```
<?php

if( !extension_loaded('gtk')) 	                    //  Laad de GTK+ extensie
{
    dl( 'php_gtk.' . PHP_SHLIB_SUFFIX); 
}

function delete_event()
{
    return false;
}

function shutdown()
{
    print("Shutting down...\n");
    gtk::main_quit();
}

function hello()
{
    global $window;
    print "Hello World!\n";
    $window->destroy();
}

$window = &new GtkWindow();                         // We maken het venster
$window->connect('destroy', 'shutdown');            // Wat moet er worden gedaan als het venster wordt gestopt
$window->connect('delete-event', 'delete_event');   // Dito
$window->set_border_width(10);                      // Maak de kant-breedte duidelijk

$button = &new GtkButton('Hello World!');           // Maak een button met "Hello World!" erop
$button->connect('clicked', 'hello');               // Wat er moet gebeuren als er wordt geklikt op de button
$window->add($button);                              // Voeg de button toe

$window->show_all();                                // Laat het window zien

gtk::main();

?>
```